# Kiesby
Kiesby este o comună din landul Schleswig-Holstein, Germania.